# Hagakure
El Hagakure (Kyūjitai: 葉隱; Shinjitai: 葉隠) és una obra literària japonesa dictada per Yamamoto Tsunetomo a un dels seus aprenents entre el 1710 i el 1717, inspirada en el cèlebre codi del Bushidō. El terme Hagakure significa "fulles ocultes".
Es tracta d'un conjunt dels ideals dels bushins tradicionalistes. En els anys de Tsunetomo molts bushins van menysprear les velles usances dels de la seva classe i es van enriquir a cosata d'altres persones civilitzades del Japó de l'era Tokugawa, com el comerç (en aquella època els comerciants eren a l'últim esglaó de la piràmide social al Japó). Això el va moure a escriure aquest llibre en el que es descriu per primera vegada el bushido. Un llibre molt personal i, per tant, sobrevalorat pels occidentals que en ell van veure un manual per a convertir-se en samurais.